# Jan Karol Chodkiewicz
Jan Karol Chodkiewicz (litovsko Jonas Karolis Chodkevičius, belorusko Ян Караль Хадкевіч, Jan Karal Hadkevič) je bil poveljnik vojske Velike litovske kneževine, od leta 1601 feldhetman Litve in od leta 1605 veliki hetman Litve, * okoli 1561, Vilna, Velika litovska kneževina, †   24. september 1621, Hotin, Poljska. 
Bil je eden najvidnejših plemičev in vojaških poveljnikov poljsko-litovske skupne države svojega časa. Igral je pomembno vlogo, pogosto kot vrhovni poveljnik vojske poljsko-litovske skupne države, v vlaški kampanji 1599–1601, poljsko-švedski vojni 1600–1611, poljsko-moskovski vojni 1605–1618 in poljsko-osmanski vojni 1620–1621. Njegova najbolj znana zmaga je bila bitka pri Kircholmu leta 1605, v kateri je zadal velik poraz švedski vojski, trikrat večji od njegove. Umrl je na fronti med bitko pri Hotinu v oblegani trdnjavi Hotin, nekaj dni preden so Osmani obupali nad obleganjem in privolili v pogajanja. 

## Življenje

### Mladost
Chodkiewicz je bil rojen okoli leta 1561, natančen datum njegovega rojstva ni znan, kot sin Jana Hieronimowicza Chodkiewicza, litovskega velikega maršala in kaštelana Vilne, in Kristine Zborowske iz poljske magnatske družine Zborowski.  Od leta 1573 je bil študent vilenskega jezuitskega kolegija in Vilenske univerze, od leta 1586 do 1589 pa je skupaj z bratom Aleksandrom nadaljeval študij v tujini na Univerzi v Ingolstadtu.  Obiskal je Padovo in se leta 1590 vrnil v Poljsko-Litovsko državo.
Svojo vojaško kariero je začel kmalu po vrnitvi v domovino in zbral 50 do 100 mož.  Vojaške izkušnje je pridobil v bojih pod poljskim kronskim hetmanom Stanislavom Żółkiewskim proti uporniškim kozakom med vstajo Severina Nalivajke. Med temi spopadi je sodeloval v bitki pri Kaniówu 14. aprila 1596 in pri obleganju kozaškega tabora pri Lubnih. Leta 1599 je bil imenovan za starosto Samogitije.
Chodkiewicz je bil zatem pomočnik kanclerja in velikega kronskega hetmana Jana Zamojskega v njegovi zmagoviti vlaški kampanji, v kateri je Chodkiewicz sodeloval v bitki pri Ploieștiju 15. oktobra 1600. Za to kampanjo je tisto leto dobil visok položaj poljskega litovskega hetmana, drugega vrhovnega poveljnika litovske vojske Velike litovske kneževine.

### Vojna na severu
Leto pozneje, leta 1601, je Chodkiewicz spremljal Zamojskega na sever v Vojvodino Livonijo (Inflantijo), kjer je poveljeval litovskim enotam na desnem krilu vojske Republike obeh narodov v zmagoviti bitki pri Kokenhausnu v vojni proti Švedski. Po vrnitvi Zamojskega na Poljsko leta 1602 je on nadziral boje na livonskem bojišču. Aprila 1603 je zavzel Dorpat (sodobni Tartu) in 23. septembra 1604 porazil švedske sile v bitki pri Weissensteinu.  Njegov glavni dosežek je bila velika zmaga ob Zahodni Dvini v bitki pri Kircholmu (sodobni Salaspils) 27. septembra 1605, ko je s komaj 4000 vojaki, večinoma težko konjenico s krilatimi huzarji, uničil švedsko vojsko, trikrat večjo od njegove. Za ta podvig je prejel pisma s čestitkami papeža Pavla V., večine katoliških kraljev in celo sultana Osmanskega cesarstva in perzijskega šaha.  Kmalu zatem je bil nagrajen s činom litovskega velikega hetmana in številnimi posestvi in zakupi.
Njegova velika zmaga je bila tako rekoč brezplodna, ker se Sejm (parlament Republike obeh arodov) zaradi domačih razprtij ni uspel dogovoriti o zbiranju sredstev, potrebnih za vojno.
Chodkiewicz je bil eden od magnatov, ki so ostali zvesti kralju Sigismundu III. Vasa in mu pomagali zatreti upor Zebrzydowskega v letih 1606–1607. Med bitko pri Guzówu 6. in 7. julija 1607, v kateri so bili uporniki poraženi, je poveljeval desnemu krilu kronske vojske, in nato zadušil nemire v Veliki kneževini Litvi. Bojeval se je proti uporniškemu magnatu Januszu Radziwiłlu, dokler se ni Radziwiłl na pogajanji leta 1608 poravnal s kraljem. Nova invazija Švedov v Livonijo ga je ponovno priklicala tja. Leta 1609 je osvobodil Rigo in ponovno zavzel Pernau. Z majhno improvizirano floto je v bitki pri Salisu zadal presenetljiv udarec švedski mornarici.

### Vojne na vzhodu in jugu
Medtem so izbruhnile dimitrijadske vojne z Moskovijo. Vojna, ki jo je spodbudil kralj Sigismund III., je bila med litovskimi magnati nepriljubljena in Chodkiewicz ni bil izjema. Njegovo nezadovoljstvo je bilo javno in tako pomembno, da je za nekaj časa izgubil kraljevo naklonjenost. Sčasoma so se nesoglasja med njima zgladila in Chodkiewicz je bil poslan v vojno proti Moskovčanom. Najprej je deloval v okolici Smolenska in Pskova. Poljsko-litovske sile so kmalu začele nizati zmage, med njimi zavzetje Smolenska. Nekateri poljsko-litovski politiki, kot je bil veliki kronski hetman Żółkiewski, so že načrtovali veliko poljsko-litovsko-moskovsko skupnost. Chodkiewicza je kralj zadolžil za prodor proti Moskvi, vendar je Sejm znova zanemaril plačilo za vzdrževanje vojske, kar je povzročilo upor nekaterih enot. Chodkiewicz je jeseni 1611 vodil več neuspešnih bitk proti Moskovčanom in se nato umaknil.
Razočaran nad izidom vojna se je ponovno odtujil od kralja in na zasedanju Sejma leta 1613  kritiziral kampanjo. V naslednjih nekaj letih, v obdobju 1613–1615, je Chodkiewicz branil pridobitve Republike obeh narodov na območju Smolenska in zatiral nemire v Litvi. Ko je poljsko-litovski prestolonaslednik Vladislav IV. prišel na vzhod z zapoznelimi okrepitvami, je vojna ponovno dobila bolj ofenzivni značaj. Vojska, ki ji je nominalno poveljeval Vladislav, je bila v praksi pod Chodkiewiczevim izkušenim poveljstvom in 11. oktobra 1617 zavzela trdnjavo Dorogobuž. Obleganje Možajska decembra naslednje leto se je izkazalo za neuspešno in je pomenilo konec konflikta.
Komaj se je poljsko-moskovska vojna končala s premirjem v Deulinu, je bil Chodkiewicz naglo poslan proti jugu, da bi branil južno mejo pred Osmanskim cesarstvom. V začetni fazi poljsko-osmanske vojne so Turki porazili poljske sile pri Cecori in ubili hetmana Żółkiewskega. Vojska 160.000 Turkov in 60.000 Tatarov, ki ji je osebno poveljeval sultan Osman II., je napredovala proti poljski meji. Nasproti ji je stala poljsko-litovska vojska približno 70.000 mož, od tega polovica kozakov pod kozaškim hetmanom Petrom Konaševičem-Sahajdačnim. Chodkiewicz je septembra 1621 prečkal Dneper in se zasidral v trdnjavi Hotin, neposredno na poti osmanskega napredovanja. Chodkiewicz se je pri Hotinu cel mesec upiral sultanovi vojski in zmago plačal s svojim življenjem. Nekaj dni preden je bilo obleganje opuščeno in so se Osmani odločili začeti pogajanja, je ostareli veliki litovski hetman, ki je že od začetka pohoda trpel za boleznijo, umrl v trdnjavi 24. septembra 1621.

## Mnenja in spomini nanj
Poljska zgodovinarka Wanda Dobrowolska je v svojem poljskem biografskem slovarju leta 1937 zapisala, da je bil eden glavnih članov "velikega hetmanskega obdobja", znan po svojem talentu stratega in organizatorja. Imel je železno voljo, ki jo je znal vsiliti četam pod svojim poveljstvom, bil učinkovit poveljnik, ki so ga njegovi vojaki bolj spoštovali in se ga bali kot ljubili. Bil je energična in eksplozivna antiteza umirjenega Żółkiewskega, še enega velikega hetmana te dobe, ki ga Chodkiewicz ni maral in je z njim vse življenje tekmoval. 
Chodkiewicz ni bil posebej vpleten v politiko Republike obeh narodov, čeprav sta mu visok položaj in bogastvo to omogočala. Večino svojega vpliva je uporabil za krepitev vojske, podporo za svoje vojaške načrte in osebno zadovoljstvo. Večino svojega življenja se je bojeval, če ne na fronti, pa na političnem prizorišču proti drugim litovskim magnatom, zlasti Radziwiłłom in sejmskim politikom, ki jih je imel za odgovorne, da niso dovolj podprli vojske.
V svoji karieri je pridobil veliko bogastvo in financiral številne cerkve in druge prestižne zgradbe. Pogosto je sodeloval z jezuiti in, med drugim, financiral njihov kolegij v Kražiaiju. Trdno je bil prepričan, da mora biti njegova služba nagrajena z zemljiškimi posestmi, a je hkrati pogosto svoj denar porabljal za plačilo vojaških stroškov. V zasebnem življenju se ga spominjajo kot zelo ponosnega individualista, ki poudarja svojo pripadnost litovskemu plemstvu.
Njegov edini sin iz zakona z Zofijo Mielecko je umrl pri 16 letih leta 1613, ona pa je umrla leta 1618. Drugič se je poročil novembra 1620 z Ano Alojzo Ostroško, tik pred odhodom na svoj zadnji pohod. Še istega leta se je njegova hči Ana poročila z litvanskim magnatom Janom Stanisławom Sapieho.
Nekaj pesmi in drugih del, ki ga opevajo, je nastalo že v njegovem življenju, nabožno delo pa mu je posvetil jezuit Piotr Skarga. Več del o njem je bilo napisanih po njegovi smrti. Bil je eden od likov v epskem romanu Wacława Potockega o hotinski vojni. Pojavil se je tudi v delih Juliana Ursyna Niemcewicza in Zofie Kossak-Szczucka, v katerih je prikazan kot domoljub in vojaški genij.
Leta 2021 so v Litvi ob 400. obletnici njegove smrti potekale številne slovesnosti. Najprej so mu na dvorišču njegove palače v Vilni odkrili spomenik. Ustanovljena je bila nova litovska nagrada Zlata medalja Jonasa Karolisa Chodkevičiusa za dejavnosti krepitve države, njen prvi dobitnik pa je Jonas Ohmanas. Ob obeleževanju iste obletnice v Kretingi, ki jo je leta 1602 ustanovil Jan Karol Chodkiewicz, so v družinski kripti Chodkiewiczev v cerkvi Marijinega oznanjenja postavili kenotaf, saj je v svoji oporoki zahteval, da ga pokopljejo v cerkvi v Kretingi, v kripti poleg njegove prve žene in njegovih sinov. Usoda njegovih posmrtnih ostankov ni znana, saj ga je njegova druga žena pokopala v Ukrajini, cerkev z njegovimi posmrtnimi ostanki pa je bila v 19. stoletju porušena. Motorizirana pehotna brigada litovskih oboroženih sil Žemaitija se je preimenovala v litovsko pehotno brigado Velikega hetmana Jonasa Karolisa Chodkevičiusa Žemaitija.